# Park Chanyeol
Park Chanyeol, bedre kendt med kunstnernavnet 박찬열 / Chanyeol  (født 1992) er Sydkoreask sanger.

## Diskografi
- Exo (band)

## Filmografi

### Film
- 2015 - Salut d'Amour
- 2016 - So I Married an Anti-fan

### TV-serie
- 2008 - High Kick!
- 2012 - To The Beautiful You
- 2013 - Royal Villa
- 2015 - Exo Next Door
- 2017 - Missing 9
- 2018 - Memories of the Alhambra